# Mask and Wig
 (décembre 2011).
Si vous disposez d'ouvrages ou d'articles de référence ou si vous connaissez des sites web de qualité traitant du thème abordé ici, merci de compléter l'article en donnant les références utiles à sa vérifiabilité et en les liant à la section « Notes et références ».

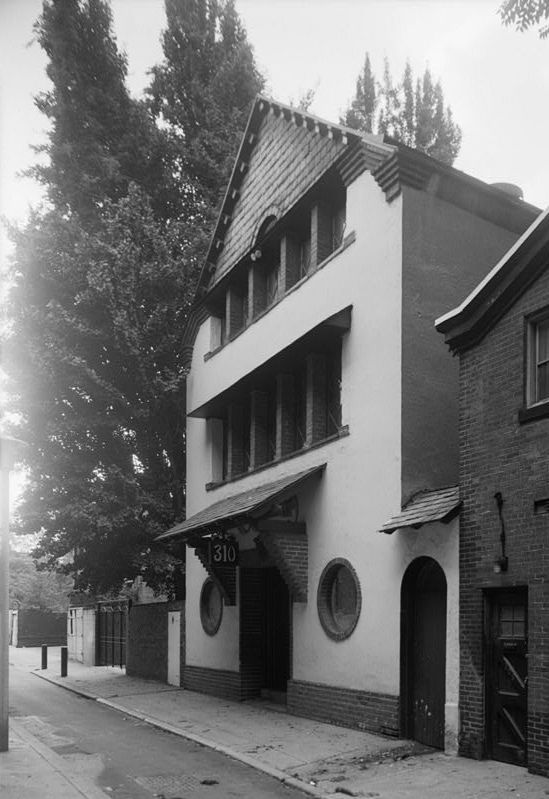
Maison mère du club de théâtre Mask&Wig

Le Mask and Wig Club de l'université de Pennsylvanie est un club de théâtre fondé en 1889 par Clayton Fotterall McMichael. Mask and Wig se considère comme le plus ancien des clubs de théâtre musical masculin universitaire aux États-Unis. Depuis la fin du XIXe siècle, les membres du Mask and Wig Club jouent sur la scène chaque année scolaire pour amuser les spectateurs à l'université de Pennsylvanie, à Philadelphie et partout aux États-Unis. Aujourd'hui, le club reste entièrement réservé aux hommes.

## Histoire
McMichael et ses pairs, voulant trouver un nouvel exutoire théâtral, ont fondé Mask and Wig pour se donner l'occasion de jouer dans des pièces de théâtre non- classiques et plutôt comiques. Les noms de ces premiers jeunes acteurs sont reconnaissables car ce sont ceux-là qui possédaient les noms les plus anciens et célèbres dans la ville de Philadelphie. Dans la mesure où leurs familles étaient anciennes et assez connues, elles étaient aussi très riches. Par là, les parents des jeunes hommes de Mask and Wig s'emparaient du monde social de l'époque pour garantir que les plus importants de la ville se montreraient au premier spectacle en 1889. En vue d'un grand succès au début, les spectacles théâtraux de Mask and Wig continuent jusqu'à nos jours, 121 ans plus tard[réf. nécessaire].  
Les premiers membres ont envisagé un groupe qui porterait des redingotes pour jouer des parodies et des satires. À l'époque, les universités américaines étaient réservées aux jeunes hommes et donc tous les spectacles étaient limités à une distribution exclusivement masculine. Le genre parfaitement à propos, c'est le burlesque, qui était très populaire.
En 1894, le Club acquit une propriété à 310 South Quince Street pour lui servir d'espace de rencontre et de répétitions. Le fameux architecte Wilson Eyre reconvertit la propriété qui était jadis une église, un laboratoire de dissection et une étable. Il embaucha le jeune artiste Maxfield Parrish pour peindre l'intérieur. Parrish, qui devint finalement un des plus grands illustrateurs du XXe siècle, décora les murs avec les caricatures des anciens membres - une tradition qui continue aujourd'hui.
Les chansons de Mask and Wig étaient le dernier cri des orchestres de swing, des émissions de radio et des actes solos à l'époque de la Seconde Guerre mondiale. La musique de Mask and Wig se trouvait donc célébrée par des gens comme Frank Sinatra, Glenn Miller, Tommy Dorsey, Benny Goodman, Count Basie, Rosemary Clooney et Les Brown[réf. nécessaire].
Aujourd'hui, Mask and Wig maintient sa réputation en tant qu'un des mieux connus des clubs parascolaires à Penn. La tournée annuelle pendant la pause de printemps remporte le spectacle aux anciens étudiants à travers la nation américaine[Quoi ?].

## Productions annuelles
- 1889 Lurline
- 1890 Ben Franklin, Jr.
- 1891 Miss Columbia
- 1892 Mr. and Mrs. Cleopatra
- 1893 The Yankee League
- 1894 King Arthur
- 1895 Kenilworth
- 1896 No Gentleman of France
- 1897 Very Little Red Riding Hood
- 1898 The House That Jack Built
- 1899 Captain Kidd, U.S.N.
- 1900 Mr. Aguinaldo of Manila
- 1901 Baa, Baa, Black Sheep
- 1902 Old King Cole
- 1903 Sir Robinson Crusoe
- 1904 Alice in Anotherland
- 1905 Mr. Hamlet of Denmark
- 1906 Shylock & Co., Bankers
- 1907 Herr Lohengrin
- 1908 Uncle Sam’s Ditch
- 1909 Merely a Monarch
- 1910 The Desert of Mahomet
- 1911 Innocents
- 1912 Miss Helen of Troy
- 1913 Maid in Germany
- 1914 The Royal Arms
- 1915 Paradise Prison
- 1916 Whoa Phoebe!
- 1917 Mr. Rip Van Winkle
- 1918 The Bridal Not
- 1919 Revue or Revues
- 1920 Don Quixote, Esq.
- 1921 Somebody’s Lion
- 1922 Tell Tales
- 1923 Here’s Howe
- 1924 That’s That
- 1925 Joan of Arkansas
- 1926 A Sale and A Sailor
- 1927 Hoot Mon!
- 1928 Tarantella
- 1929 This Way Out!
- 1930 John Faust, Ph.D.
- 1931 East Lynne Gone West
- 1932 Ruff Neck
- 1933 Out of the Blues
- 1934 Easy Pickens
- 1935 Drums Fortissimo
- 1936 Red Rhumba
- 1936 This Mad Whirl
- 1937 Fifty – Fifty
- 1938 All Around the Town
- 1939 Great Guns
- 1940 High as a Kite
- 1941 Out of this World
- 1942 Paoli Local
- 1944 Red Points and Blue
- 1945 Hep to the Beat
- 1946 Chris Crosses
- 1946 John Paul Jones
- 1947 Juleo and Romiet
- 1948 Alaska Right Away
- 1949 Adamant Eve
- 1950 Count Me In!
- 1951 Doctor, Dear Doctor!
- 1952 Here’s Howe!
- 1953 The Golden Fleece
- 1954 Tempest in a Teapot
- 1955 Vamp ‘Till Ready
- 1956 Ring Around Rosie
- 1957 Free For All?
- 1958 Off the Top
- 1959 Wright Side Up
- 1961 Wry on the Rocks
- 1962 All at Sea
- 1963 Where Do We Go From Here?
- 1964 Sorry, Charlie, Your Time is Up
- 1965 Listen, They’re Playing Our Song
- 1966 About Farce
- 1967 Quick, Before It’s Written
- 1968 All’s Fair
- 1969 The Devil to Pay
- 1970 Wrought Irony
- 1971 Who’s Whom
- 1972 Now Listen Hear
- 1973 Take Ten
- 1974 Film Flam
- 1975 Mystery Loves Company
- 1976 Is It Yesterday Already?
- 1977 S!R!O!
- 1978 Pow! Zowie! Zap!
- 1979 You Bet Your Assets
- 1980 Daze a Vu
- 1981 Hire and Higher
- 1981 Between the Covers
- 1983 You Gotta Have Art
- 1984 Urban and Soda
- 1985 Irreverence of Things Past
- 1986 Happily Ever Laughter
- 1987 Eureka!? I Hardly Know Ya!
- 1988 Lurline, Again!
- 1989 Pun & Crime–ishment
- 1990 Healthy, Wealthy, and Wry
- 1991 Around the World in a Daze
- 1992 Myth America
- 1993 Westward Who?
- 1994 A Sworded Affair
- 1995 Thugs and Kisses
- 1996 Hit or Mrs.
- 1997 Mystery Repeats Itself
- 1998 Blasphemy? Blasphe-you!
- 1999 From Here to Maturity
- 2000 History in the Faking
- 2001 All’s Fair in Love and Dwarfs
- 2002 Star-Spangled Banter
- 2003 Riot on the Set
- 2004 All's Hell That Ends Well
- 2005 Birth of a Notion
- 2006 Not Just Another Divine Comedy
- 2007 Troy Story
- 2008 West Wing Story